# Cloral
Cloral, também conhecido como tricloroacetaldeído ou tricloroetanal é um haleto orgânico descoberto em 1832 por Justus von Liebig. Em sua forma pura, é um líquido oleoso solúvel em álcool e éter. Em água, reage formando hidrato de cloral, um narcótico notório por seu uso como "drágeas de nocáute" como as de Mickey Finn (também chamado de "gotas nocaute").
O nome "cloral" é uma conjunção dos nome "cloro" e "ál' 'terminação para nome dos aldeídos".

## Obtenção
O cloral é produzido através da cloração do etanol:
4 Cl2 + C2H5OH → C2Cl3HO + 5 HCl
Ou através da cloração do etanal :
3 Cl2 + C2H4O → C2Cl3HO + 3 HCl

## Derivados
Ao reagir com o Clorobenzeno, o cloral produz o inseticida DDT.O DDT é o mais eficiente inseticida contra mosquitos transmissores da febre amarela, malária e dengue.